# Kay Sutton
Kay Sutton, nata Katherine Warburton Sutton (Irvington, 14 giugno 1915 – Grosse Pointe, 1º maggio 1988), è stata un'attrice statunitense.

## Biografia
I genitori di Katherine Sutton divorziarono quando era una bambina e lei crebbe con la nonna materna a New York City dove studiò. Verso la metà degli anni trenta si trasferì a Hollywood decisa a sfondare nel mondo del cinema. Dopo aver esordito nel 1935 con piccole parti in tre film, in settembre sposò il cameraman Edward Cronjager (1904-1960), ritirandosi di fatto dalle scene fino al maggio del 1937, quando finì il suo matrimonio.
Nel 1938 ebbe la sua prima parte accreditata nella commedia di Christy Cabanne This Marriage Business e il primo ruolo da protagonista in The Saint in New York, con Louis Hayward interprete del personaggio di Simon Templar, il Santo. Recitò con Ginger Rogers e Fred Astaire nel musical Girandola, e con Barbara Stanwyck in Il terzo delitto. Una parte da protagonista l'ebbe nel western Lawless Valley, con George O'Brien, per tornare a scarse apparizioni, fino al drammatico S.O.S. Tidal Wave, con Ralph Byrd. Dal 1940 al 1941 prese parte a dodici film, tutti con ruoli insignificanti, se si eccettua You're Out of Luck, e con Flying Blind pose fine alla sua carriera.
Nel luglio del 1941 aveva infatti sposato Clifton Weaver (1917-1992), proprietario di una catena di ristoranti e di alberghi nelle Hawaii, e si era stabilita a Honolulu. Nei due anni successivi nacquero i figli Katherine e William. Il matrimonio fu però molto breve: nel 1944 i due erano già separati e nel 1945 Kay sposò Dan Topping (1912-1974), ricchissimo industriale e presidente delle squadra di baseball dei New York Yankees. Vissero in Park Avenue, a New York, e nel 1947 nacque la loro figlia Rhea. Nel 1952 erano già divorziati e nel 1963 Kay Sutton sposò Frederick Agler (1907-1967), uomo politico repubblicano, massone, già ambasciatore in Belgio. Vissero a Grosse Point, nel Michigan, dove Kay, rimasta vedova nel 1967, morì a 73 anni nel 1988.

## Filmografia parziale
- Roberta (1935)
- Seguendo la flotta (1936)
- È nata una stella (1937)
- This Marriage Business (1938)
- The Saint in New York (1938)
- Girandola (1938)
- Il terzo delitto (1938)
- Lawless Valley (1938)
- Beauty for the Asking (1939)
- S.O.S. Tidal Wave (1939)
- Man from Montreal, regia di Christy Cabanne (1939)
- L'uomo che parlò troppo (1940)
- Il villaggio più pazzo del mondo (1940)
- You're Out of Luck (1941)
- Flying Blind (1941)
- La legge di Burke (Burke's Law) – serie TV, episodio 1x24 (1964)